# Баринов, Виктор Васильевич
Виктор Васильевич Баринов (1908—1967) — русский архитектор; городской архитектор Ростова-на-Дону.

## Биография

Памятник Кирову, 1939 год, бронза

Родился 28 февраля 1908 года в городе Балашове Саратовской губернии.
Окончил архитектурный факультет Новочеркасского института инженеров коммунального строительства (в настоящее время строительный факультет ЮРГТУ (НПИ)) в 1931 году. В студенческие годы был знаком с семьёй ростовских архитекторов Поповых, которая во многом определила его жизнь.
Профессиональную деятельность Виктор Баринов начал в тресте «Азчерпрогор». Его первые работы были связаны с планировкой Новочеркасска, Таганрога, Миллерова. Кроме чисто архитектурной работы, увлекался скульптурой и объёмным проектированием. В 1933 году он стал членом Ростовского областного отделения Союза Советских архитекторов и членом архитектурного фонда. В это время в Ростове велось строительство грандиозного драматического театра, который сформировал площадь между бывшей Нахичеванью и Ростовом. Баринов был привлечён Л. Ф. Эбергом к проектированию интерьеров. Он же стал автором планировки сквера рядом с театром и эскизного проекта фонтана в его центре. В 1935 году Виктор Баринов работал в составе другого творческого коллектива (вместе с И. И. Сербиновым и В. В. Поповым), разрабатывающего проект наружного оформления Краевого Дома Советов. В канун первомайского праздника 1939 года в Кировском сквере Ростова открыли памятник С. М. Кирову — его создателями были скульптор В. М. Виленский и архитектор В. В. Баринов.
В 1942—1943 годах Виктор Васильевич находился в действующей армии в составе частей Закавказского фронта в стрелковом полку. Во время оккупации Ростова погибли его жена и сын. После демобилизации вернулся в Ростов-на-Дону и уже в 1944 году участвовал в восстановлении отдельных зданий города. Летом 1945 года был утверждён проект восстановления и реконструкции города, разработанный в мастерской Академии архитектуры СССР В. Н. Семёнова. Тогда же несколько ростовских архитекторов, входивших в группу разработчиков генплана — П. И. Ломаченко, В. Н. Разумовский, Г. К. Пьянков и В. В. Баринов — предложили эскизные варианты реконструкции площади Советов, на которой почти все здания лежали в руинах. В 1946 году Баринову было поручено восстановление памятников В. И. Ленину и С. М. Кирову на Большой Садовой. Одновременно Виктор Баринов был включён в творческий коллектив архитекторов (Ф. В. Лузанов, Л. Ф. Эберг и другие) по восстановлению здания областного комитета ВКП(б) на углу проспекта Семашко и Большой Садовой. Одновременно с участием в коллективных работах, в эти годы он выполнял немало индивидуальных проектов жилых зданий в Ростовской области.
Участвуя во многих стройках и многочисленных проектах, В. В. Баринов реализовал свой богатый опыт в начале 1960-х годов в качестве преподавателя архитектурного факультета Ростовского инженерно-строительного института. Вместе с Г. К. Пьянковым он преподавал студентам рисунок и принимал участие в обсуждении учебных проектов.
В 2017 году студентка РААИС отыскала в г. Шахты неизвестный рисунок В. В. Баринова.
Умер в 1967 году, у него остались две дочери и сын.